# Proctotrupes gravidator

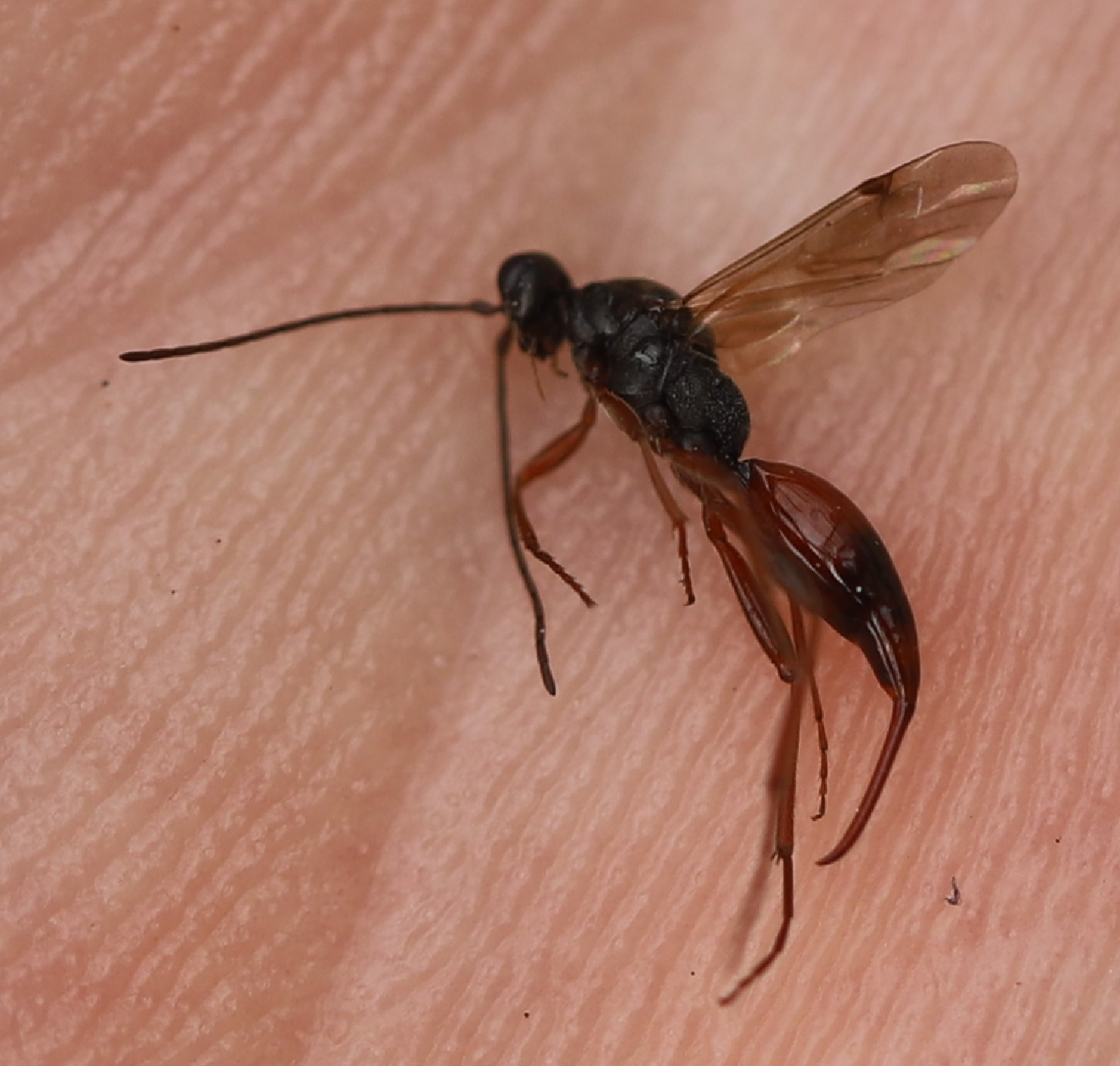

Proctotrupes gravidator ist ein Hautflügler aus der Familie der Zehrwespen (Proctotrupidae). Die Art wurde 1758 von Carl von Linné als Ichneumon gravidator erstbeschrieben. Das Art-Epitheton leitet sich von dem lateinischen Begriff gravidare mit der Bedeutung „mit einer Substanz füllen“ oder „schwängern“ ab.

## Taxonomie
Zu Proctotrupes gravidator gibt es neben dem Basionym noch folgende Synonyme:
- Proctotrupes brevipennis Latreille, 1802
- Proctotrupes collaris Szépligeti, 1901
- Proctotrupes meridionalis Gribodo, 1880
- Proctotrupes rufigaster Provancher, 1881
- Proctotrupes suzukii Matsumura, 1912
- Serphus gravidator (Linnaeus, 1758)
- Serphus zabriskiei Brues, 1919

## Merkmale
Die Hautflügler sind etwa 7 mm lang. Sie besitzen eine schwarze Grundfarbe. Die vordere Hälfte des Gasters ist rot gefärbt. Der Legebohrer der Weibchen misst 2 mm. Die Scheiden des Legebohrers sind über eine Länge von etwa drei Vierteln annähernd gerade und sind zur Spitze hin nach unten gebogen. Sie weisen keine Längsfurchen auf, nur einzelne Punkte. Sie sind fast vollständig rot gefärbt. Lediglich zur Spitze hin sind sie mehr oder weniger geschwärzt. Die Seiten des Pronotums weisen mittig eine große unbehaarte Fläche auf. Das Propodeum ist kaum länger als breit und unregelmäßig gerunzelt. Der Mittelkiel des Propodeums ist oft wenig scharf ausgeprägt. Der vordere obere Winkel der Metapleuren ist runzelig. Die Beine sind überwiegend rot gefärbt. Die Coxae sind verdunkelt. Die Sporne der mittleren und hinteren Tibien sind in beiden Geschlechtern gerade. Die Flügel sind bräunlich gefärbt. Die Flügeladerung speziell der Vorderflügel ist charakteristisch.

## Verbreitung
Proctotrupes gravidator ist in Europa weit verbreitet. Im Norden reichen die Funde bis nach Skandinavien und Schottland, im Süden bis nach Südfrankreich und Nordspanien. Im Osten erstreckt sich das Verbreitungsgebiet über Kleinasien bis nach Zentralasien. Weiterhin ist die Art in Nordamerika vertreten. Dort liegen die Nachweise im Mittleren Westen. Neben Proctotrupes gravidator kommen in Mitteleuropa noch 2 oder 3 weitere Arten der Gattung Proctotrupes vor.

## Lebensweise
Proctotrupes gravidator ist ein solitärer Endoparasitoid von Käferlarven. Zu den bekannten Wirten gehören neben der Gattung Harpalus, Amara apricaria und Amara bifrons aus der Familie der Laufkäfer (Carabidae) auch der Mausgraue Schnellkäfer (Adelocera murina) aus der Familie der Schnellkäfer (Elateridae). Die Hautflügler werden von Juli bis September in trockenen Biotopen angetroffen.